# Lago Audannes
O Lago Audannes é um lago localizado no cantão de Valais, na Suíça.